# Mall Nukke
Mall Nukke (ur. 6 grudnia 1964 w Tallinnie) – estońska artystka awangardowa, plastyczka i malarka młodego pokolenia. W latach 90. XX wieku była jedną z prekursorek nurtu neo-pop w sztuce estońskiej, czerpiącego ze stylistyki pop-artu lat 60. XX wieku. W drugiej dekadzie XXI wieku znana jest głównie ze swoich kolaży nawiązujących stylistycznie do prawosławnych ikon, wyśmiewających współczesny konsumpcjonizm i korzystających z dorobku współczesnej sztuki reklamowej, kultury masowej i ikon masowej wyobraźni w krajach ekonomii rynkowej.
Urodziła się 6 grudnia 1964 w Tallinnie. Po ukończeniu podstawówki o profilu artystycznym w 1979 wstąpiła do Liceum Sztuk Pięknych Kopli, równolegle uczęszczając na zajęcia w Szkole Sztuk Kaligraficznych Kivihall. W 1985 rozpoczęła studia w Estońskiej Akademii Sztuk Pięknych, której wydział sztuk graficznych ukończyła z tytułem magistra w 1992. W 1994 rozpoczęła pracę jako nauczycielka rysunku w Sally Stuudio.
W latach 90. artystka eksperymentowała ze stylistyką kampu, często inspirowała się też światem przedstawianym przez środki masowego przekazu. Była jedną z prekursorek nurtu neo-pop w estońskiej sztuce, obok takich artystów jak Peeter Allik, Marko Mäetamm, Rait Pärg, Reiu Tüür, Hannes Starkopf, Toomas Tonissoo czy Lauri Sillak. Inaczej niż estońska awangarda lat 70. XX wieku zafascynowana estetyką radzieckiej awangardy lat 20. i 30. artyści neo-popowi sięgali raczej do współczesnych, zachodnioeuropejskich źródeł kultury popularnej i estetyki reklamy. W swoich obrazach, grafikach i kolażach Mall Nukke często podejmowała krytykę współczesnego społeczeństwa, jednak ukrywając ją za, jak to określił krytyk sztuki Sirje Helme, maską hollywoodzkiego blichtru. Za tematy swoich prac Nukke często wybierała postaci zachodniej popkultury, traktowane symbolicznie. Typowym przykładem jej twórczości z owego czasu jest cykl kolaży pod wspólnym tytułem Sweet Home, zaprezentowany w 1996 w kopenhaskiej galerii ArtGenda w Øksnehallen.